# Showman

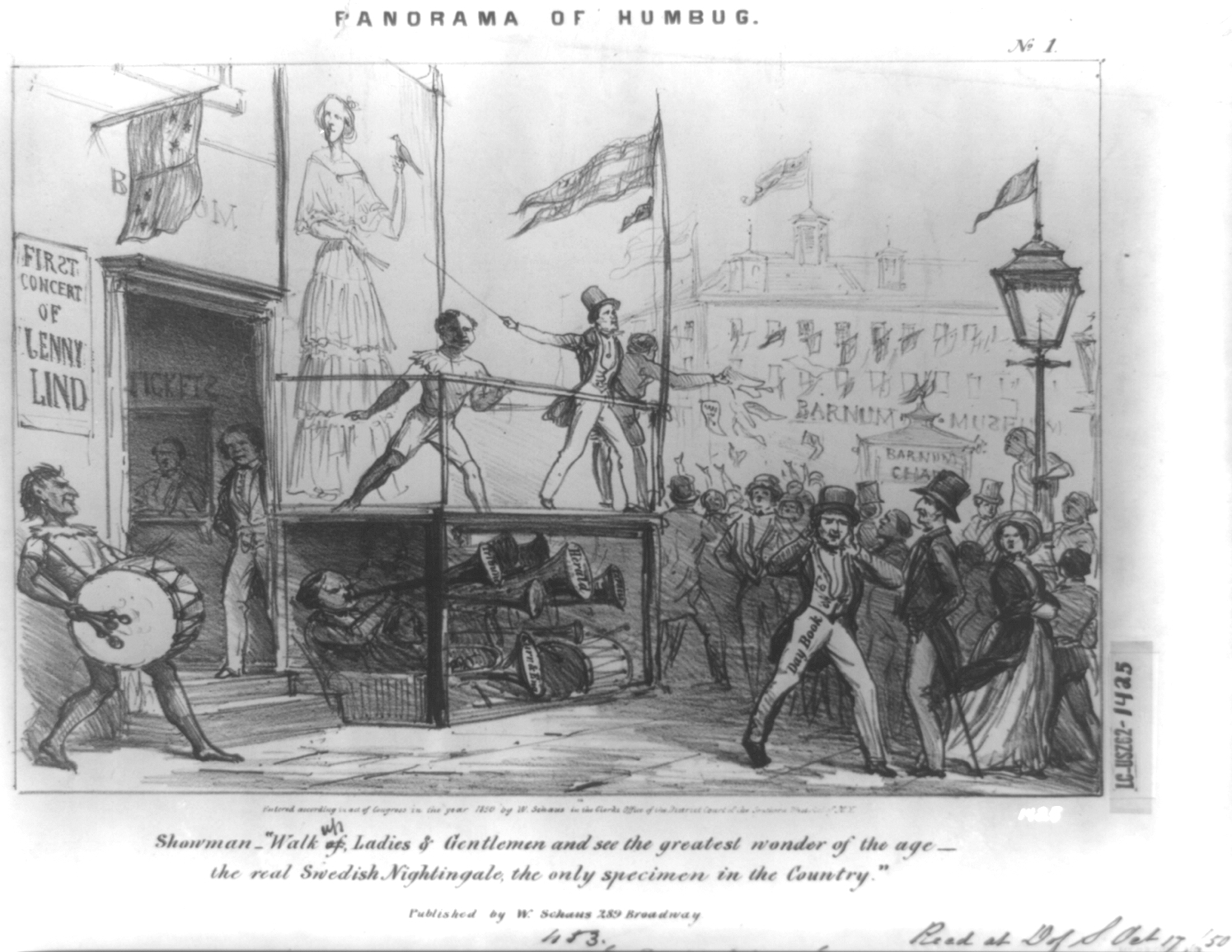
Immagine di showman d'antan

Uno showman o show-man, espressione in lingua inglese traducibile letteralmente come "uomo di spettacolo" o "intrattenitore", è un personaggio del mondo dello spettacolo che presenta dei varietà, soprattutto in ambito televisivo, ma a differenza di un semplice conduttore televisivo è in grado di incentrare su di sé lo spettacolo stesso, esibendosi in vari numeri come recitazione, canto, danza, suono di strumenti musicali.
Il termine è nato con gli showman ambulanti, persone che organizzano e conducono sagre. Nel passato, il vocabolo è stato usato anche per designare chi si occupava di esibizioni di fenomeni da baraccone, spettacoli circensi principali e secondari, e compagnie di teatro ambulanti. Può anche essere un termine superlativo o elogiativo, talvolta utilizzato anche come una sorta di titolo onorifico, come nel caso del documentario Harry Saltzman: Showman.